# Eternamente amándonos
Eternamente amándonos (no Brasil: Eternamente Apaixonados) é uma telenovela mexicana produzida por Silvia Cano para a TelevisaUnivision e foi exibida pelo Las Estrellas de 27 de fevereiro a 11 de agosto de 2023, substituindo Mi secreto e sendo sustituída por Nadie como tú.
A novela é uma versão da série de televisão turca criada por Teşrik-i Mesai, ¿İstanbullu Gelin, adaptada por Rossana Curiel, Juan Pablo Balcázar e Cecilia Piñeiro.
Protagonizada por Diana Bracho, Marcus Ornellas e Alejandra Robles Gil e antagonizada por Ana Bertha Espín, Juan Martín Jáuregui, Francisco Pizaña, Gema Garoa e Elizabeth Guindi e atuações estelares de Alfredo Gatica, Arantza Ruiz, David Caro Levy, Julia Urbini, Valentina Buzzuro, Patricio Jóse, Dalilah Polanco, Rossana Nájera e Alejandra Ley e os primeiros atores Claudia Ríos, Fermín Martínez, Otto Sirgo e Omar Fierro 

## Enredo
Paula Bernal e Rogelio Iturbide, duas pessoas com vidas muito diferentes, se apaixonam instantaneamente ao se conhecerem e se casam sem avisar a família de Rogelio, principalmente a matriarca da família, Martina Rangel. Quando Paula chega da Cidade do México à casa dos Iturbide, suas ideias de estilo de vida se chocam com as de Martina, uma mulher manipuladora acostumada a controlar o ambiente. Martina sacrificou sua felicidade para seguir os costumes da sociedade morelia e, sentindo-se ameaçada, declara guerra a Paula.

## Elenco
- Diana Bracho - Martina Rangel Vda. de Garibay / Vda. de Iturbide
- Marcus Ornellas - Rogelio Iturbide Rangel
- Alejandra Robles Gil - Paula Bernal Gómez de Iturbide
- Ana Bertha Espín - Irma Ruvalcaba
- Juan Martín Jáuregui - Ignacio Cordero / Cristóbal Iturbide Ruvalcaba
- Francisco Pizaña - Fernando Iturbide Rangel
- Gema Garoa - Imelda Campos Ruvalcaba de Iturbide
- Alfredo Gatica - Fidel Fuentes
- Arantza Ruiz - Cecilia Escutia
- David Caro Levy - Marco Iturbide Rangel
- Valentina Buzzurro - Blanca Ortiz de Iturbide
- Patricio José Campos - Luis Iturbide Rangel
- Dalilah Polanco - Eva "Titi" Gómez de Fuentes
- Rossana Nájera - Érika Maldonado Ibarra
- Elizabeth Guindi - Beatriz Ruvalcaba de Campos
- Claudia Ríos - Micaela Cornejo
- Fermín Martínez - Honorio González
- Alejandra Ley - Felipa Contreras de Pacheco
- Santiago Zenteno - Melitón Pacheco
- Kaled Acab - Lucas Brown Maldonado / Lucas Iturbide  Maldonado
- Otto Sirgo - Gabriel Garibay Montero
- Julia Urbini - Andrea Garibay Sáenz
- Daniel Gama - Ulises Briceño
- Omar Fierro - Pedro Medina
- Pablo Valentín - Óscar
- Pía Sanz - Patricia Aranda "Tía Pato"
- Natalia Madera - Alejandra
- Erik Díaz - Ricardo
- Arena Ibarra - Jimena Ríos
- Paco Luna
- Leo Casta
- Clarisa González - Jennifer Torres
- Lesslie Apodaca
- Germán Gutiérrez - Hipólito Itúrbide
- Daniel Vidal
- Juan Sahagún - Rubén Campos
- Gerardo Santinez - Abel
- Gustavo Melgarejo - Armando Bedoya
- Zaira Navarro - Griselda
- Jonny Ontiveros - René
- Patricio Labastida - Sebastián
- Cecilia Ponce - Vanessa Sáenz
- Nubia Martí - Olimpia Lascurain
- Fernanda Borches - Cassandra Cantú de Cordero
- Diego Erice - Juan José Verástegui
- Montserrat Curis - Violeta Verástegui
- Eva Daniela - Martina Rangel de Iturbide (joven)
- Hans Gaitán - Gabriel Garibay Montero (joven)

## Produção
Em 24 de novembro de 2022, Marcus Ornellas e Alejandra Robles Gil foram anunciados nos papéis principais. As filmagens começaram em 8 de dezembro de 2022.

## Exibição no Brasil
Foi exibida pelo SBT entre 9 e 13 de junho de 2025, marcando o retorno das novelas mexicanas para a faixa das 17h45, sendo retirada do ar com apenas 5 capítulos devido aos baixos índices. O restante da trama passou a ser disponibilizado semanalmente no serviço de streaming +SBT e o espaço foi ocupado pelo Tá na Hora.

## Audiência

### No México
| Horário             | # Eps. | Estreia                 | Estreia           | Final                | Final           | Posição | Temporada | Classificação geral |
| Horário             | # Eps. | Data                    | Primeiro capítulo | Data                 | Último capítulo | Posição | Temporada | Classificação geral |
| ------------------- | ------ | ----------------------- | ----------------- | -------------------- | --------------- | ------- | --------- | ------------------- |
| Segunda—Sexta 16h30 | 120    | 27 de fevereiro de 2023 | 2.8*              | 11 de agosto de 2023 | 2.7**           | #1      | 2023      | 2.4                 |

* Teve um alcance de 5.6 milhões espectadores.
** Teve um alcance de 5.5 milhões espectadores.

### No Brasil
| Horário             | # Eps. | Estreia            | Estreia           | Final               | Final           | Posição | Temporada | Classificação geral |
| Horário             | # Eps. | Data               | Primeiro capítulo | Data                | Último capítulo | Posição | Temporada | Classificação geral |
| ------------------- | ------ | ------------------ | ----------------- | ------------------- | --------------- | ------- | --------- | ------------------- |
| Segunda—Sexta 17h45 | 5      | 9 de junho de 2025 | 2.5               | 13 de junho de 2025 | 1,9             | #3      | 2025      | 1.88                |

Estreou com 2,5 pontos de acordo com os dados consolidados do Kantar IBOPE Media, referentes á Região Metropolitana de São Paulo. Apesar do índice baixo e por ter assumido o quarto lugar, a novela elevou consideravelmente a média da faixa em comparação ao Tá na Hora. O segundo capítulo, no entanto, registrou apenas 1,4 ponto. A sua última exibição em 13 de junho de 2025 registrou apenas 1,9 ponto, fazendo com que a novela fosse retirada da programação com 1,88 ponto de média geral, sendo a novela mexicana menos assistida da história do SBT desde Soledade em 1985.